# سیستم هدایت

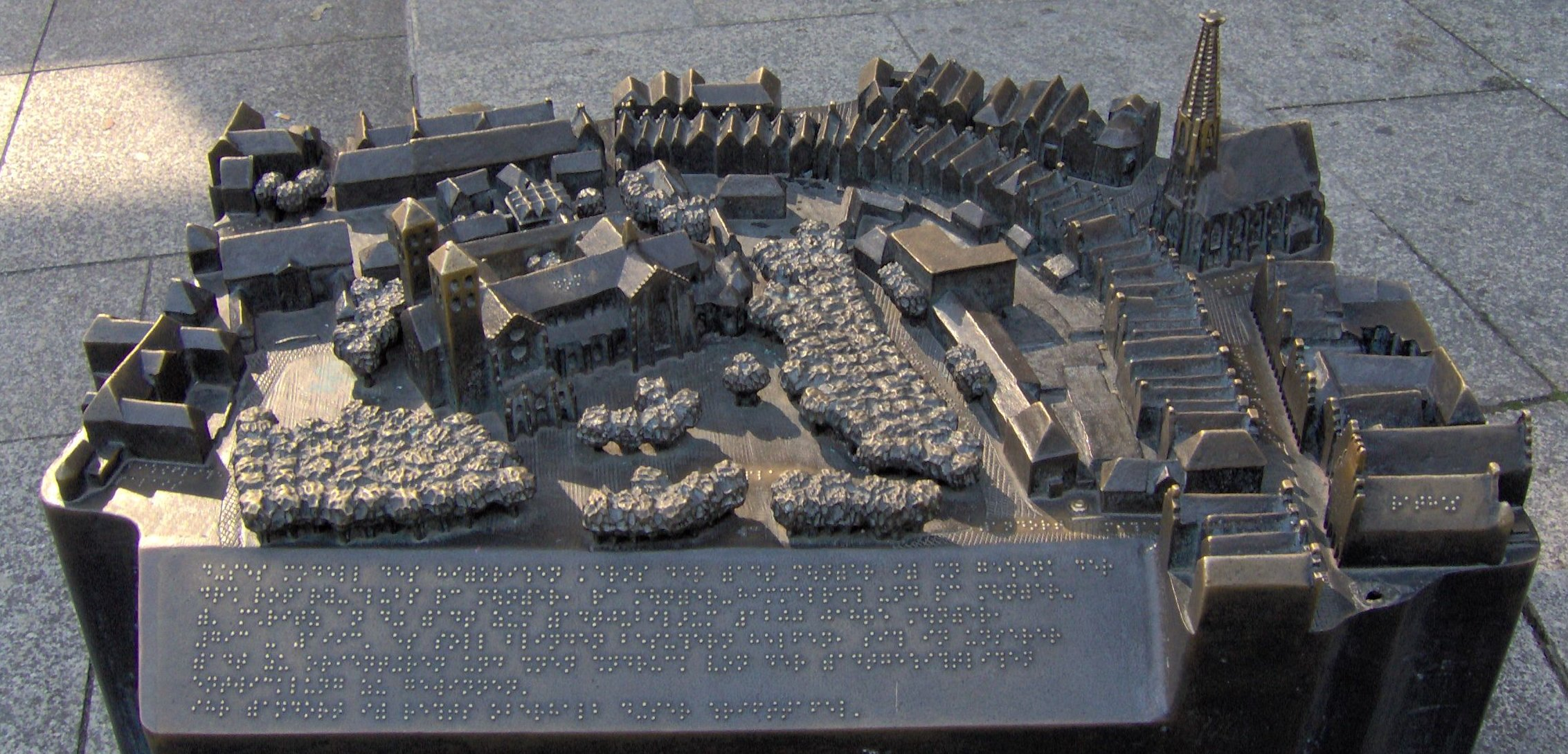
دستگاه سیستم هدایت

سیستم هدایت، دستگاهی مجازی یا فیزیکی، یا گروهی از آن دستگاه‌هاست که مجری روند هدایت مورد نیاز برای کنترل حرکت یک کشتی، هواپیما، موشک، راکت، ماهواره، یا هر جسم در حال حرکت است. هدایت فرایند محاسبهٔ تغییرات در؛ موقعیت، سرعت، تنظیم حالت، و/ یا نرخ چرخش یک جسمِ در حال حرکت است، که برای دنبال‌کردن یک مسیر ویژه و/ یا مشخصات نگرش بر اساس اطلاعات مربوط به چگونگی وضعیت جسم در حرکت است.
یک سیستم هدایت معمولاً بخشی از یک سیستم هدایت، ناوبری و کنترل است، و در این‌جا واژهٔ ناوبری اشاره به دارابودن سیستم لازم برای محاسبهٔ موقعیت فعلی و جهت گیری بر اساس داده‌های سنسورها مانند داده‌هایی که از قطب‌نماها، گیرنده‌های جی‌پی‌اس، و لورن سی، ردیاب‌های ستارگان، واحدهای اندازه‌گیری اینرسی، فرازیاب‌ها، و غیره است.